# Barbara Frietchie (film 1924)
Barbara Frietchie è un film muto del 1924 diretto da Lambert Hillyer con, nel ruolo principale, la famosa attrice Florence Vidor. Il regista firma anche la sceneggiatura insieme a Agnes Christine Johnston, un adattamento di Barbara Frietchie, the Frederick Girl, lavoro teatrale di Clyde Fitch andato in scena in prima al Criterion Theatre di New York il 23 ottobre 1899.
Nel cast appare (non accreditata) Lydia Knott: madre del regista, era un'attrice del cinema muto che, nella sua carriera, apparve in circa cento film.

## Trama
Appartenente a una famiglia del Sud, Barbara Frietchie si innamora di Trumbull, un amico di suo fratello. Quando scoppia la guerra civile, Trumbull, che è del Nord, torna a casa dai suoi. Rivedrà Barbara solo qualche tempo dopo, quando, alla testa delle truppe dell'Unione, occuperà Frederick, dove vivono di Frietchie. Nonostante tutto cerchi di separare i due innamorati, Trumbull e Barbara vorrebbero sposarsi ma ne sono impediti dall'avanzata dei Confederati. Solo alla fine della guerra, dopo quattro anni, i due potranno rivedersi.

## Produzione
Il film - sotto la supervisione di Thomas H. Ince - fu prodotto dalla Regal Pictures. Venne girato nel Maryland, a Hagerstown e a Frederick, dove è ambientata la storia. Alcune scene della casa furono girate ai Thomas H. Ince Studios al 9336 Washington Blvd. di Culver City. Le riprese, iniziate a metà giugno, furono terminate a fine estate 1924.

## Distribuzione
Il copyright del film, richiesto dalla Regal Pictures, fu registrato il 16 settembre 1924 con il numero LP20577.
Distribuito dalla Producers Distributing Corporation (PDC), uscì nelle sale cinematografiche statunitensi il 26 settembre 1924. A inizio settembre, il film era stato presentato in anteprima a Hollywood, mentre la prima di New York si tenne il 26 settembre 1924.
Il 28 aprile 2009, la TeleVista lo distribuì negli Stati Uniti in DVD in una versione di 103 minuti. Nel 2011, fu distribuito dalla Grapevine.
Copia completa della pellicola si trova conservata negli archivi del George Eastman House di Rochester, dell'UCLA Film And Television Archive di Los Angeles e del National Archives Of Canada di Ottawa.